# Carl Daniel Moberg
Carl Daniel Moberg, född 9 mars 1843 i Skövde, död 10 mars 1901 i Norrköping, var en svensk industriman och uppfinnare.
Carl Moberg blev 1886 disponent för AB Mekaniska verkstaden Vulcan i Norrköping, en post som han uppehöll till sin död 1901.
Han var också uppfinnare, och uppfann bland annat en patenterad bränslesnål flyttbar gjutjärnsspis. en "snabbkokare" eller "sparspis", som såldes också på export. Han uppfann också en tidig explosionsmotor[källa behövs] för bland annat användning som bilmotor, vilken inte blev en framgång.
Carl Daniel Moberg är begravd på Matteus begravningsplats i Norrköping. Han var far till ingenjören Otto Moberg.